# Lanice arakani
Lanice arakani är en ringmaskart som beskrevs av Hissmann 2000. Lanice arakani ingår i släktet Lanice och familjen Terebellidae. Inga underarter finns listade i Catalogue of Life.